# Pygeretmus
Pygeretmus (Gloger, 1841) è un genere di roditori della famiglia dei Dipodidi.

## Descrizione

### Dimensioni
Al genere Pygeretmus appartengono roditori di piccole dimensioni, con lunghezza della testa e del corpo tra 75 e 125 mm, la lunghezza della coda tra 78 e 185 mm e un peso fino a 61 g.

### Caratteristiche craniche e dentarie
Il cranio è corto e presenta un rostro breve, sottile e curvato verso il basso, la scatola cranica tondeggiante, le bolle timpaniche non particolarmente rigonfie e le arcate zigomatiche sottili. La mandibola ha il processo coronoide poco sviluppato ed è perforata sul processo angolare. Gli incisivi sono lunghi, lisci, sottili e proodonti, ovvero con le punte rivolte in avanti, i molari presentano una o due rientranze su ogni lato. 
Sono caratterizzati dalla seguente formula dentaria:

### Aspetto
L'aspetto è quello di un piccolo topo con la testa grande adattato ad un'andatura saltatoria. Le parti dorsali sono color sabbia o mentre le parti inferiori sono bianche. Il muso è corto, gli occhi sono grandi. Le orecchie sono ridotte. I piedi sono notevolmente allungati, con i tre metatarsi fusi tra loro in un unico osso chiamato cannone e terminano con cinque dita, con le due più esterne più arretrate e ridotte. Sono presenti delle frange di peli lungo i loro bordi, mentre le piante sono completamente prive di peli. La coda è lunga circa quanto la testa ed il corpo ed è considerevolmente rigonfia a causa di depositi di grasso. Nella specie P.pumilio è presente un ciuffo terminale nero con la punta bianca. Le femmine hanno quattro paia di mammelle.

## Distribuzione
Sono roditori saltatori diffusi nell'Asia centrale, dal Kazakistan fino alla Cina centro-settentrionale.

## Tassonomia
Il genere comprende 3 specie.
- Sottogenere Pygeretmus - La coda è priva di ciuffo terminale ed è tozza.
  - Pygeretmus platyurus
  - Pygeretmus shitkovi
- Sottogenere Alactagulus (Nehring, 1897) - La coda termina con un evidente pennacchio ed è relativamente sottile.
  - Pygeretmus pumilio